# Lolita Flores
María Dolores González Flores (Madrid, 6 de maio de 1958) melhor conhecida como Lolita, é uma cantora e atriz espanhola. Ela é a filha de Lola Flores e Antonio González, irmã de Antonio Flores e Rosario Flores. Ela foi casada com Guillermo Furiase e eles tiveram dois filhos Elena e Guillermo.
Flores começou sua carreira no início dos anos 1970 e com o lançamento do álbum Amor, amor (e um single do mesmo nome) em 1975 ela alcançou sucesso em sua nativa Espanha bem como em países na América Latina. Suas canções "Sarandonga", "Lo voy a dividir", e "Si la vida son los días" entre outras, têm se tornado grampos na rádio espanhola.
Em 2002, ela ganhou um Prêmio Goya por Melhor Atriz Revelação por sua performance no filme Rencor. Flores tem também aparecido em vários programas de televisão tais como Directísimo e Hostal Royal Manzanares.
Ela é descendente de ciganos pelo lado de seu pai e se identifica como cigana.

## Discografia
- Amor, amor  (1975)
- Abrázame  (1976)
- Mi carta  (1977)
- Espérame  (1978)
- Seguir Soñando  (1980)
- Atrévete  (1982)
- Águila real  (1983)
- Para volver  (1985)
- Locura de amor  (1987)
- Madrugada  (1990)
- Con Sabor a Menta  (1991)
- Y La Vida Pasa  (1994)
- Quién lo va a detener  (1995)
- Atrasar el reloj  (1997)
- Lola, Lolita, Lola  (2001)
- Lola, Lolita, Dolores  (2002)
- Si la vida son 2 días  (2004)
- Y ahora Lola. Un regalo a mi madre  (2005)
- Sigue caminando  (2007)

## Filmografia
- "La princesa del polígono " (2007)
- Fuerte Apache (2006)
- Rencor (2002)